# مدرسة الرقباء بالمكناسي
مدرسة الرقباء المكناسي هي مؤسسة للتعليم العسكري تتكفل بتكوين التلامذة الرقباء لفائدة جيش البر والإدارات والمصالح المشتركة التابعة لوزارة الدفاع الوطني، وتلقينهم المعارف والمهارات الأساسية التي تؤهلهم للاندماج في صلب الحياة العسكرية. تقع بمعتمدية المكناسي بولاية سيدي بوزيد ، تبعد على العاصمة حوالي 313 كلم وسيدي بوزيد 60 كلم.

## التّكوين
يدوم فيها التّكوين سنة ويكون على ثلاثة مراحل : 
- التكوين بمدرسة الرقباء ويتضمن مرحلة التكوين الأساسي ومرحلة تكوين الرتيب، ويدوم 22 أسبوعا .
- مرحلة التكوين في الاختصاص بإحدى المدارس أو مراكز التكوين في الاختصاصات التابعة للجيش وتدوم من 4 إلى 6 أشهر .
- مرحلة التطبيق بإحدى وحدات الجيش.

## الإختصاصات

### اختصاصات في الأسلحة
آمر زمرة جوالة، مسدد هاون، آمر رامي رشاش، آمر رامي مضاد للدبابات، نقاب ألغام، مصوب رامي، رامي ومزود دبابة، معين مشغل راديو، نقل.

### اختصاصات أخرى
موسيقى، نجارة بناء، كهرباء بناء، تسخين وتبريد، بناء، نجارة، لحام صحي، طباعة، طولة ودهينة، ميكانيك السيارات، كهرباء السيارات، خياطة، خيالة، إدارة، سينو تقني، طبخ، رياضة.